# Флаг Питкярантского городского поселения
Флаг муниципального образования «Питкярантское городское поселение» Питкярантского района Республики Карелия — это опознавательно-правовой знак, служащий официальным символом муниципального образования. Флаг утверждён Решением Совета Питкярантского городского поселения №391 от 15 сентября 2016 года и внесён в Государственный геральдический регистр Российской Федерации с присвоением регистрационного номера 11137.

## Описание
Согласно Положение о Флаге Питкярантского городского поселенияа он выглядит следующим образом:
Флаг представляет собой прямоугольное полотнище с отношением ширины флага к длине- 2:3, воспроизводящее композицию герба Питкярантского городского поселения в синем, белом, зелёном и чёрном цветах.

## Символика
Символы флага имеют такие же значения, что и символы герба Питкярантского городского поселения.
Серебряный свиток — напоминание о целлюлозной промышленности города, а с другой — об истории города.
Две серебряные кирки накрест наличие на территории городского поселения старинных шахт и современная добыча гранита, производство щебня на территории Питкярантского городского поселения.
- Зелень (зелёный) — напоминание о переводе с финского топонима «Питкяранта» как «Длинный берег». Ботанический памятник природы «Лесные культуры сосны горной» (0,6 га.) на территории муниципального образования Питкярантского городского поселения. Красота местной природы, ее возрождение каждую весну.

Весури (карельский тесак - сучкорез) – напоминание о более древних временах истории Питкяранты, когда местные жители активно пользовались этим инструментом. Лесопромышленный комплекс и ныне играет важную роль.
Ведущая роль в структуре промышленности принадлежит ныне лесопромышленному комплексу (81%), второе место (почти 17%), занимает горнопромышленный комплекс (добыча гранита, полевого шпата, производство щебня). Наиболее крупное промышленное предприятие – «Целлюлозный завод «Питкяранта».
- Серебро — символ чистоты, искренности, добродетели.
- Лазурь (синий, голубой) — символ красоты, мира, возвышенных устремлений. Cимвол водных просторов Ладоги — ведь когда на территории современной Питкяранты была небольшая деревушка, всего из нескольких дворов, Ладога занимала в жизни местных жителей важную роль.
- Чернь - мудрость, скромность.
- Корона установленного образца — статусный элемент, символизирующий ранг муниципального образования как городского поселения — центра муниципального района[4].

## Использование флага
Согласно пунктам 4.6–4.9 Положения о флаге Питкярантского городского поселения, предусмотрены следующие случаи использования флага Питкярантского городского поселения:
При использовании флага в знак траура флаг приспускается до половины высоты флагштока (мачты). При невозможности приспустить флаг, а также, если флаг установлен в помещении, к верхней части древка выше полотнища флаг крепится чёрная сложенная пополам и прикрепленная за место сложения лента, общая длина которой равна длине полотнища флаг, а ширина составляет не менее 1/10 от ширины полотнища флага.
При одновременном подъеме (размещении) флага и Государственного флага Российской Федерации, флаг располагается справа от Государственного флага Российской Федерации (с точки зрения стоящего лицом к флагам). При одновременном подъеме (размещении) флага и флага Республики Карелия, флаг располагается справа от флага Республики Карелия (с точки зрения стоящего лицом к флагам). При одновременном подъеме (размещении) флага, Государственного флага Российской Федерации и флага Республики Карелия, Государственный флаг Российской Федерации располагается в центре, а флаг – справа от центра (с точки зрения стоящего лицом к флагам). При одновременном подъёме (размещении) чётного числа флагов (но более двух), Государственный флаг Российской Федерации располагается слева от центра (если стоять к флагам лицом). Справа от Государственного флага Российской Федерации располагается флаг Республики Карелия, слева от Государственного флага Российской Федерации располагается флаг, справа от флага Республики Карелия располагается флаг иного муниципального образования, общественного объединения, либо предприятия, учреждения или организации.
Размер полотнища флаг не может превышать размеры полотнищ, поднятых (установленных) рядом с ним Государственного флага Российской Федерации (или иного государственного флага), флага Республики Карелия (или флага иного субъекта Российской Федерации). Флаг не может располагаться выше поднятых (установленных) рядом с ним Государственного флага Российской Федерации (или иного государственного флага), флага Республики Карелия (или флага иного субъекта Российской Федерации).
Флаг или его изображение могут быть использованы в качестве элемента или геральдической основы:
- флагов, вымпелов и иных подобных символов органов, организаций, учреждений и предприятий, находящихся в муниципальной собственности, муниципальном управлении или муниципальном подчинении, а также органов, организаций, учреждений и предприятий, учредителем (ведущим соучредителе) которых Питкярантский муниципальный район;
- наград Питкярантского муниципального района;
- должностных и отличительных знаках главы Питкярантского муниципального района, депутатов представительного органа местного самоуправления, выборных и назначаемых должностных лиц, сотрудников местного самоуправления и его подразделений[1].

## Авторы флага
Флаг был разработан и создан авторским коллективом в следующем составе:
- Константин Михайлович Башкиров
- Виктория Валерьевна Карпунина
- Светлана Юрьевна Штейнбах